# Schabraktapir

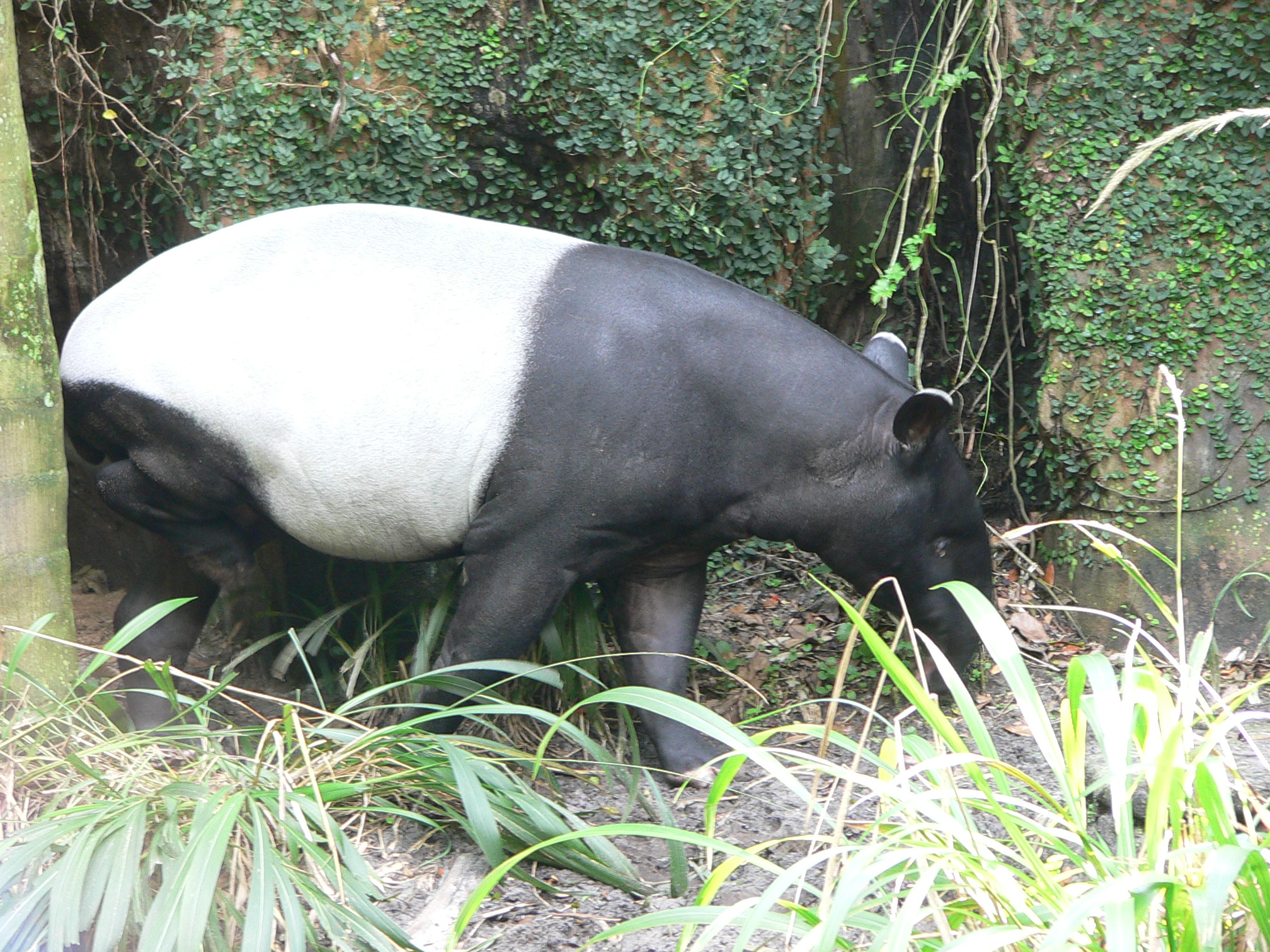
En schabraktapir nosar runt i undervegetationen.

Schabraktapir eller indisk tapir (Tapirus indicus) är den största av de fem arterna av tapirer och den enda som finns i vilt tillstånd i Asien. Namnet indisk tapir kan uppfattas som missvisande eftersom arten inte återfinns i Indien, dock i Ostindien.

## Utseende och kännetecken
Schabraktapirer är ljusfärgade från skulderpartiet till gumpen (se schabrak), samt längs ytterkanten av öronen, men i övrigt svarta; en färgfördelning som fungerar som kamouflage. Fullvuxna schabraktapirer är mellan 1,8 och 2,4 meter långa och 90 till 110 centimeter höga, samt väger vanligen mellan 250 och 320 kg, men vikter över 400 kg förekommer. Honorna är vanligen större än hanarna. Liksom andra tapirer har de små stumpsvansar och långa rörliga nospartier. Framtassarna är fyrtåiga och baktassarna tretåiga. Synen är relativt dålig, men hörsel och luktsinne är utmärkta.

## Livscykel
Efter en dräktighet på 400 dagar föder honan en unge som väger knappt 7 kg. Liksom alla tapirungar är den brun med vita ränder och prickar, ett kamouflagemönster som fungerar bra i skogsmiljöns fläckvisa ljusgenomsläpp. Ungdjurets mönstring går över i det vuxna djurets vid mellan fyra och sju månaders ålder. Avvänjning sker vid sex till åtta månaders ålder, då ungdjuret är nästan fullvuxet. Könsmognad uppnås vid cirka tre års ålder, och parningstiden infaller från april till juni. Honorna föder vanligen en unge vartannat år. Schabraktapiren blir upp till 30 år, både som vild och i fångenskap.

## Beteende
Schabraktapirer är i första hand ensliga djur som markerar stora revir, vilka dock vanligen överlappar andra individers revir. Revirmarkeringen sker med urin, och följer ofta distinkta rutter som djuren trampat upp i undervegetationen.
Schabraktapiren, som är vegetarian, lever på unga skott och löv från över hundra olika växtarter (men föredrar cirka trettio av dessa). Djuret rör sig långsamt genom skogen och stannar ofta för att äta. När den känner sig hotad kan tapiren dock springa snabbt, och även försvara sig med sin starka käke och sina vassa tänder. Schabraktapirerna kommunicerar med högfrekventa gnälljud och visslingar. De lever gärna nära vatten och är goda simmare. De kan också klättra uppför branta sluttningar. De är i huvudsak, men inte uteslutande, nattaktiva.

## Utbredning och hotbild
Förr var schabraktapiren utbredd i regnskogarna i hela Sydostasiens tropiska låglandsområden, inklusive Kambodja, Indonesien, Laos, Malaysia, Myanmar, Thailand och Vietnam. Framförallt på grund av regnskogsskövling och tjuvjakt har stammen minskat på senare år, och liksom övriga tapirer hotas den av utrotning.